# Propionitryl
Propionitryl – organiczny związek chemiczny z grupy nitryli. Jest to klarowna, przezroczysta ciecz o eterycznym, słodkim zapachu.

## Produkcja
Propanonitryl może być produkowany na dwa sposoby:
1. Poprzez odwodnienie propanamidu w katalitycznej redukcji akrylonitrylu.
2. Poprzez destylację siarczanu etylu i cyjanku potasu.

## Toksyczność
Propanonitryl staje się toksyczny po podgrzaniu do temperatury rozkładu, lub gdy jest poddawany działaniu kwasu. Został również określony jako teratogenny.